# Saint-Pierre-la-Rivière
Saint-Pierre-la-Rivière ist eine Ortschaft und eine ehemalige französische Gemeinde mit 153 Einwohnern (Stand: 1. Januar 2022) im Département Orne in der Region Normandie. Sie gehörte zum Arrondissement Argentan und zum Kanton Argentan-2.
Mit Wirkung vom 1. Januar 2017 wurden die bisherigen Gemeinden Silly-en-Gouffern, Aubry-en-Exmes, Avernes-sous-Exmes, Le Bourg-Saint-Léonard, Chambois, La Cochère, Courménil, Fel, Omméel, Saint-Pierre-la-Rivière, Exmes, Survie, Urou-et-Crennes, Villebadin zu einer Commune nouvelle mit dem Namen Gouffern en Auge zusammengeschlossen und haben in der neuen Gemeinde den Status einer Commune déléguée. Der Verwaltungssitz befindet sich im Ort Silly-en-Gouffern.

## Lage
Saint-Pierre-la-Rivière liegt am Fluss Vie, 21 Kilometer nordöstlich von Argentan. Nachbarorte von Saint-Pierre-la-Rivière sind Coudehard und Mont-Ormel im Nordwesten, Survie im Norden, La Fresnaie-Fayel im Nordosten, Ménil-Hubert-en-Exmes, Avernes-sous-Exmes im Südosten und Omméel im Südwesten.

## Bevölkerungsentwicklung
| Jahr                       | 1962 | 1968 | 1975 | 1982 | 1990 | 1999 | 2008 | 2015 |
| -------------------------- | ---- | ---- | ---- | ---- | ---- | ---- | ---- | ---- |
| Einwohner                  | 265  | 244  | 240  | 202  | 170  | 171  | 170  | 164  |
| Quellen: Cassini und INSEE |      |      |      |      |      |      |      |      |

## Sehenswürdigkeiten

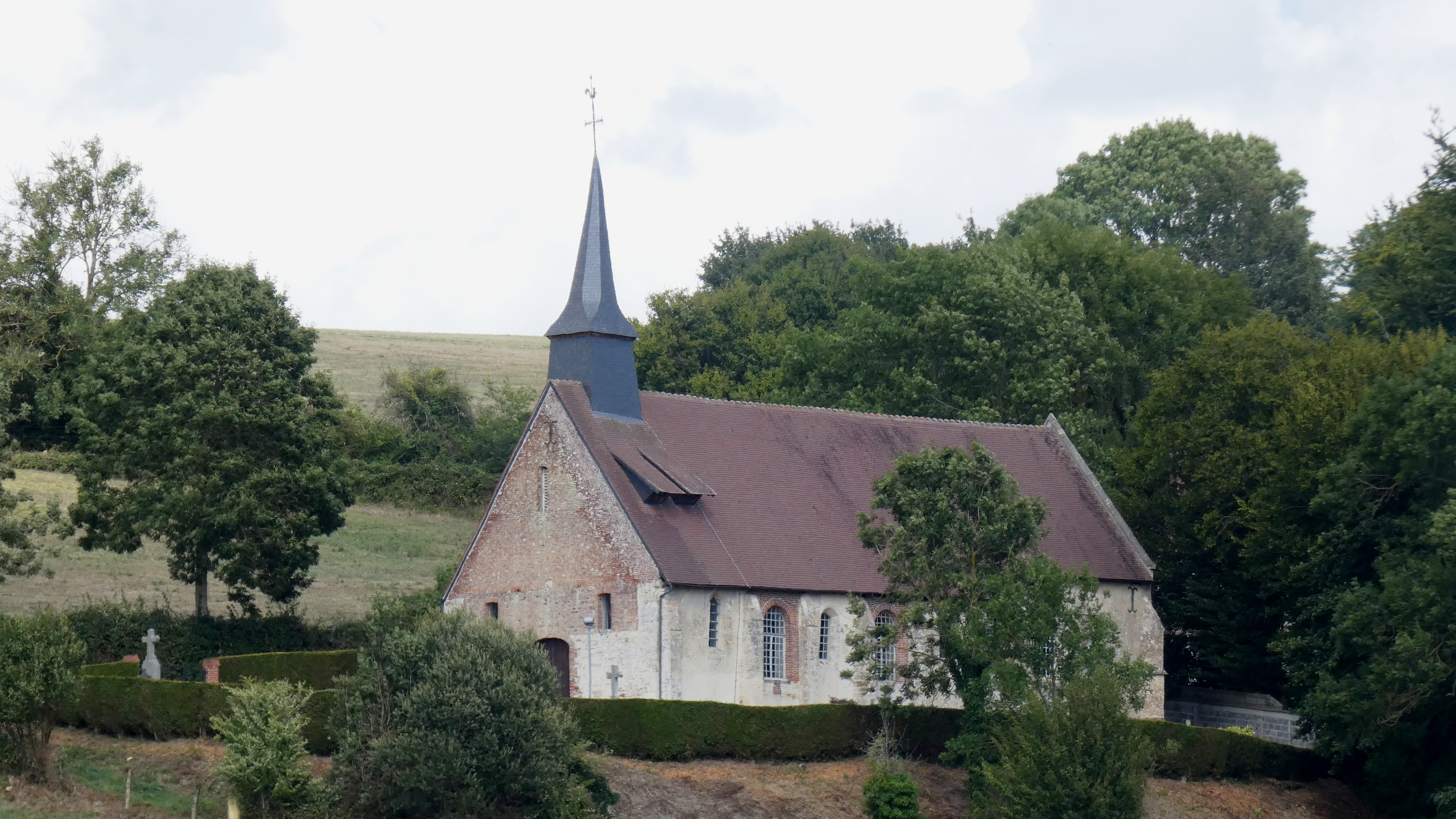
Kirche Saint-Pierre

- Kirche Saint-Pierre